# Paola Yañez
Paola Yañez Inofuentes ( Tocaña siglo XX-) es una activista afroboliviana.

## Trabajo local
Fue parte de MOCUSABOL, el movimiento cultural saya afroboliviana, organización de la cual surgió CADIC,Centro Afroboliviano el Desarrollo Integral y Comunitario, organización de la que fue  Directora Ejecutiva, organizaciones de promoción y gestión política por los derechos del pueblo afroboliviano.

## Trabajo regional
En octubre de 2018 durante la Tercera Asamblea de su red, desarrollada en Cali fue elegida como Coordinadora General de la Red de Mujeres Afro Latinoamericanas, Afro Caribeñas y de la Diáspora para el periodo de 2018 a 2022, sucediendo el cargo a Dorotea Wilson, a quien Yañez se refiere como su maestra.
Yañez había ocupado previamente la coordinación regional de la subregional andina.
Yañez es parte del Grupo Asesor de Sociedad Civil para América Latina y el Caribe de ONU Mujeres, donde se registran sus capacidades como: facilitadora en temas de género, identidad, derechos de las mujeres, derechos de las poblaciones afrodescendientes y pueblos indígenas y ha participado de diferentes eventos a nivel nacional e internacional compartiendo sus experiencias en el proceso de reconocimiento del pueblo afroboliviano en la Constitución de Bolivia.